# 文真堂書店
株式会社文真堂書店（ぶんしんどうしょてん、英: BUNSHINDO SHOTEN Co., Ltd.）は、群馬県高崎市に本社を置く、主に書籍、文具、CD、DVDの販売とビデオソフト、CD、DVDのレンタルを行う日本の企業。

## 概要

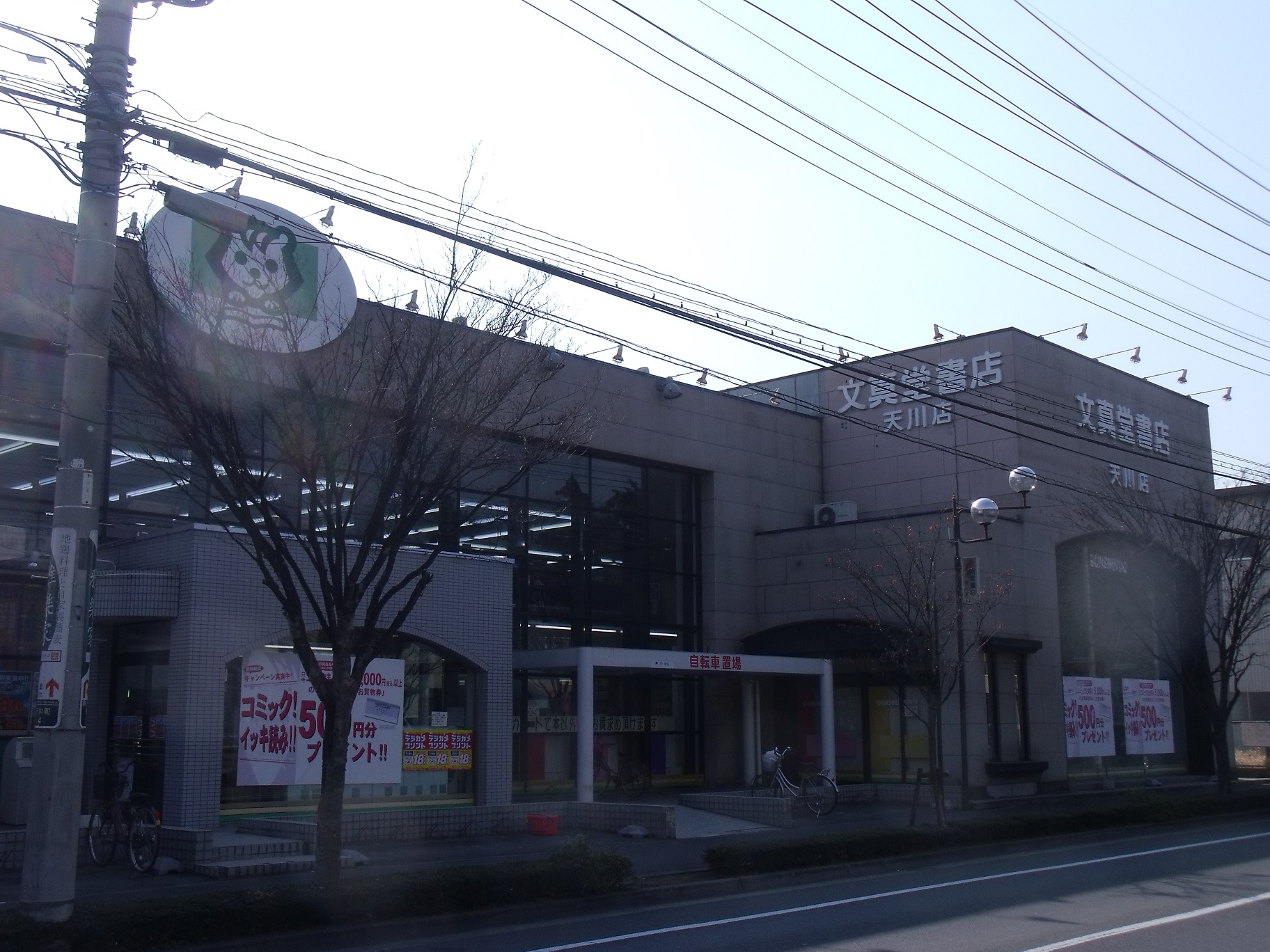
旧天川店。2015年に閉店し、現在ハードオフ前橋天川店となっている。

群馬県を中心に、埼玉県と栃木県に「文真堂書店」「タイムクリップ」を計34店舗展開しているほか、学術書や専門書を拡充した「ブックマンズアカデミー」を3店舗展開している（2016年10月現在）。かつては、ブランドショップ「ピア」、カラオケ店「カラオケ楽屋」の運営も行っていた。
2009年（平成21年）からは株式会社ティー・アンド・ジー（トーハンおよびゲオの合弁会社）と共に文具雑貨の販売を行う「T.CLIP」のFC展開も行っている。

## 沿革
- 1952年（昭和27年） - 前橋市で書店を開業
- 1967年（昭和42年） - 有限会社に組織変更
- 1986年（昭和61年） - 株式会社に組織変更
- 1992年（平成4年） - 前橋市小相木町に本社を移転
- 1997年（平成9年） - 高崎市井野町に本社を移転
- 2008年（平成20年）7月 - ゲオと業務・資本提携で合意
- 2015年（平成27年）11月 - 地域経済活性化支援機構に再生支援を申請。
- 2016年（平成28年）3月 - 地域経済活性化支援機構の仲介により、出版取次大手・トーハンの子会社となる。文真堂書店の店名は残し、既存店への投資や、不採算店の閉鎖を実施し再生を図る方針[3]
- 2019年（平成31年）3月 - フィットネス事業に参入。自店舗3店舗を閉鎖し、「スポーツクラブ アクトス Will_G」をオープン[4]。